# Berliner Vier-Etappenfahrt 1957
Die Berliner Vier-Etappenfahrt 1957 war die 5. Austragung dieses deutschen Straßenradrennens (später Berlin-Rundfahrt). Es fand vom 23. bis 26. Mai in West-Berlin statt.

## Teilnehmer
Am Start waren 64 Radrennfahrer aus acht Ländern, die auf 16 Mannschaften verteilt waren. Darunter waren Nationalmannschaften aus Belgien, Schweden, Frankreich, den Niederlanden, Österreich und Finnland sowie Auswahlmannschaften der Landesverbände Niedersachsen, Nordrhein-Westfalen und West-Berlin im Bund Deutscher Radfahrer sowie einige deutsche Vereinsmannschaften. Mit dem SC Einheit Berlin und dem SC Dynamo Berlin waren auch Mannschaften aus der DDR vertreten.
Zum ersten Mal war das Rennen Bestandteil des Rennkalenders der Union Cycliste International (UCI). Die Länge des Etappenrennens betrug 448 Kilometer quer durch das Stadtgebiet von West-Berlin.

## Rennverlauf
Das Rennen wurde von den Fahrern aus Belgien dominiert. Der Belgier Frans Aerenhouts gewann bereits die 1. Etappe und konnte dank des gewonnenen Vorsprungs und der Zeitgutschrift hier schon die Basis für seinen Gesamtsieg legen.
Auf der 2. Etappe wurde der mit deutlichem Vorsprung führende Fahrer Weihe von einem Ordner falsch eingewiesen und konnte nicht mehr in die Tagesentscheidung eingreifen.
1. Etappe: 123 Kilometer, Sieger Frans Aerenhouts
2. Etappe: 84 Kilometer, Sieger Gerard Vergosen
3. Etappe: 108 Kilometer, Sieger Hory Materne
4. Etappe: 213 Kilometer, Sieger Frans Aerenhouts
|     | Fahrer             | Verein/Nation | Zeit (h) |
| --- | ------------------ | ------------- | -------- |
| 01. | Frans Aerenhouts   | Belgien       | 14:18:05 |
| 02. | Hory Materne       | RV Steglitz   | 14:19:16 |
| 03. | Eligiusz Grabowski | Polen         | 14:19:33 |
| 04. | Gerard Vergosen    | Niederlande   | 14:19:51 |
| 05. | Jean Plaudet       | Frankreich    | 14:20:36 |
| 06. | Norbert Coreelman  | Belgien       | 14:21:33 |